# Kashinagara
Kashinagara è una città dell'India di 9.782 abitanti, situata nel distretto di Gajapati, nello stato federato dell'Orissa. In base al numero di abitanti la città rientra nella classe V (da 5.000 a 9.999 persone).

## Geografia fisica
La città è situata a 18° 52' 09 N e 83° 52' 29 E.

## Società

### Evoluzione demografica
Al censimento del 2001 la popolazione di Kashinagara assommava a 9.782 persone, delle quali 4.780 maschi e 5.002 femmine. I bambini di età inferiore o uguale ai sei anni assommavano a 1.293, dei quali 680 maschi e 613 femmine. Infine, coloro che erano in grado di saper almeno leggere e scrivere erano 4.223, dei quali 2.546 maschi e 1.677 femmine.